# هنریک بالتزرسن
هنریک بالتزرسن (انگلیسی: Henrik Baltzersen؛ زادهٔ ۱۴ اوت ۱۹۸۴) دوچرخه‌سوار اهل دانمارک است.